# Диаметър
В геометрията диаметър (остар. пречник) на окръжност се нарича всяка отсечка, преминаваща през центъра и с краища върху окръжността, или, в съвременната употреба, дължината на тази отсечка. Думата диаметър идва от гръцкото διάμετρος, което означава „разделител“ или ,,диаметър джобс”

## Свойства
- Диаметърът е най-дългата хорда в окръжността.
- Дължината на диаметъра е два пъти по-голяма от радиуса на окръжността.
- Диаметърът разделя на две равни части окръжността.

## Знак
В електронно-изчислителната техника е приет за знак ⌀. Той е под номер U2300 в таблицата UTF-8. Може да бъде изписан с композитната последователност – композитно копче, d, i. В LaTeX е наличен чрез декларацията \diameter. Разговорно се бърка с гръцката буква φ, вероятно поради приликата между тях. Друга буква, на която много прилича е ø (композитно изписване – композитно копче, o, /), използвана от северните народи.